# Disterigma campanulatum
Disterigma campanulatum är en ljungväxtart som beskrevs av Pedraza. Disterigma campanulatum ingår i släktet Disterigma och familjen ljungväxter. Inga underarter finns listade i Catalogue of Life.